# 湖南省
湖南省是位于中華人民共和國华中地区的一个一级行政区，全境位于长江中游以南地区，因大部份在洞庭湖以南得名“湖南”，又因湘江贯穿全境而简称“湘”。境内广植芙蓉（木芙蓉），後唐譚用之作诗《秋宿湘江遇雨》中有“秋风万里芙蓉国”之句，故有“芙蓉国”之誉。湖南的省会长沙市，湖南大部分地区的汉语方言以湘语为主，另外在湖南省內的某些地区则通用西南官话、赣语、湘南土话、瓦乡话以及客家话等其他汉语方言。此外，苗语、土家语、侗语、勉语（瑶族的主要语言之一）等少数民族语言在湖南省西部和南部的少数民族聚居区使用。全省常住总人口約6604万，省人民政府驻长沙市天心区湘府路8号。

## 历史

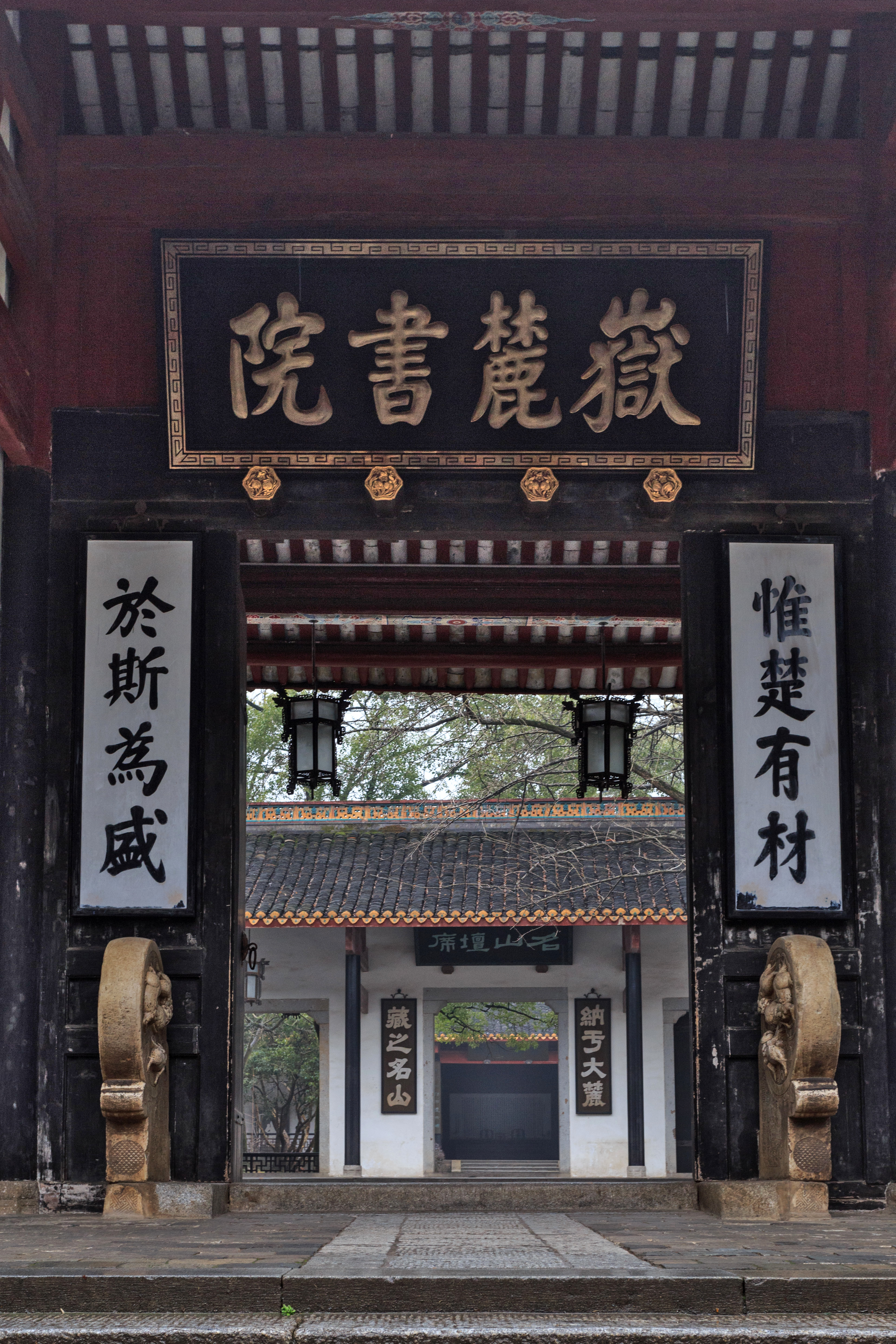
乾道三年（公元1167年，朱熹到岳麓书院与张栻论学，举行了历史上有名的“朱张会讲”，推动了宋代理学和中国古代哲学的发展，

湖南在原始社会时为三苗、百濮与扬越（百越）之地，据宁乡县、安乡县、津市市、澧县、道县和平江县等地考古挖掘出土的文物证明，湖南境内在40万年前有旧石器时期的人类活动，早在一万多年前就有种植稻谷，早在五千年以前的新石器时代湖南的先民就开始过定居生活。
19世紀以來，湖南在中國近代史影響深遠。1852年，曾国藩受命在衡州组建湘军，镇压太平天国。在1898年，湖南是唯一支持戊戌变法的省份。1899年和1904年，岳阳、长沙先后被开辟为商埠，常德、湘潭增列为“寄港地”。1903年，黄兴在長沙创立华兴会，是辛亥革命裡革命軍的主要派系。1917-1918年護法戰爭主戰場在湖南，促成1921年湖南饑荒，饑民500萬。1926年－1927年，國民革命軍北伐期间，湖南农民运动声势最为浩大，农会成员发展到600万人。1936年，粤汉铁路全线通车。抗日战争期间，中国军队在湖南省境进行过几次极其惨烈的抗击日军的战役，包括长沙会战、常德会战，衡阳战役和湘西会战等。1938年，在“焦土抗战”的口号下，半个长沙误毁于文夕大火，1944年衡阳毁于衡阳保卫战，全城仅剩三栋残墙。抗日戰爭期間，日軍猛烈進攻，湖南的長沙、衡陽等城市的民眾死傷無數。

### 行政區劃沿革
湖南在夏、商和西周时为荆州南境。春秋、战国时代属于楚国。秦始皇设黔中、长沙两郡；漢武帝之後属荆州刺史辖区，辖长沙国、武陵郡、桂阳郡和零陵郡；三国时属吴国荆州，为荆南五郡；西晋时分属荆州和广州；東晉时分属荆州、湖州、江州；南朝宋、齐、梁时分属湘州、郢州和小部分荆州，南朝陈时分属荆州、沅州；隋文帝开皇九年(589年)平南陈，而统一全国后，在湖南设长沙、武陵、沅陵、澧阳、巴陵、衡山、桂阳、零陵等八郡；唐玄宗开元二十一年(733年)时分属山南东道、江南西道和黔中道、黔中道黔州都督府，唐代宗广德二年（764年）在衡州置湖南观察使，从此在中国行政区划史上开始“湖南”之名；五代十国时期，马殷据湖南，建立楚国，国都为长沙。
北宋时，湖南分属荆湖南路和荆湖北路。这时洞庭湖区得到大规模开发，湖南在全国的地位迅速上升。宋代全国四大书院，湖南即得其二。北宋末年，湖南人口达570多万。元代时属湖广等处行中书省，设湖南宣慰司于衡州，后迁治潭州。
明代时属湖广布政使司；清康熙三年（1664年）分湖广为湖广左、右布政使司，其中右司下设长宝、岳常澧、衡永郴桂、辰沅永靖4道和长沙、宝庆、岳州、常德、衡州、辰州、沅州、永州、永顺九府。清世宗雍正元年（1723年），改湖广右布政使司为湖南布政使司，迁长沙，湖南正式作为省级行政单位。
中华民国时，湖南废除府、厅、州，保留道、县两级，并改变了部分县的名称。民国三年(1914年)全省下设湘江、衡阳、辰沅、武陵四道。民国十一年（1922年）道制撤消，仅存省、县两级。
民国二十六年(1937年)12月普遍设立行政督察专员公署，全省划为九区；1938年全省调整为10个行政督察区；1940年4月全省调整为10个行政监督区，各区辖6～10县不等，并成立长沙（1933年）、衡阳（1943年）两市。民国三十八年（1949年）國民政府退守台湾以前，全省有2市、10行政监督区、77县，湖南省政府驻长沙。
中华人民共和国成立以后，当初期设置长沙、株洲2省辖市，长沙、衡阳、郴县、常德、益阳、邵阳、永州7直属专区，湘西行政区及所辖永顺、沅陵、会同3专区。此后行政区划多次调整变更，到2002年末，全省共计划分为14个地级行政区（13地级市和1自治州），122个县级行政区包括34个市辖区、16个县级市、65个县和7个自治县。

## 自然环境

### 地形地貌
湖南的东、南、西三面山地环绕，中部和北部地势低平，呈马蹄形的丘陵型盆地，属于江南地带。西北有武陵山脉，西南有雪峰山脉，南部为南岭（五岭山脉），东面为湘赣交界的罗霄山脉。湘中地区大多为丘陵、盆地和河谷冲積平原，除南岳衡山山脉高达千米以外其他均为海拔500米以下，最高峰是位于炎陵县与江西省遂川县交界处的酃峰（亦称神农峰，海拔2115米）。湘北为洞庭湖、与湘、资、沅、澧四水尾闾的河湖冲积平原，地势很低，一般海拔50米以下，因此，湖南的水系呈扇形状汇入洞庭湖。
湖南以中低山与丘陵为主，面积约为14.9万平方公里，占70.2％；岗地与平原约为5.2万平方公里，占24.5％；江河湖泊水域面积约为1.1万平方公里，占5.3％。临近省区有江西省、广东省、广西壮族自治区、贵州省、重庆市和湖北省。
湖南属于江河中下游流域平原（长江、湘江）等和高原地台带（云贵高原）的过渡地带，所以地理景观独特，人文也很有特色：平原经济发达地区文化和封闭的山地文化的交融。

### 河流湖泊
河流

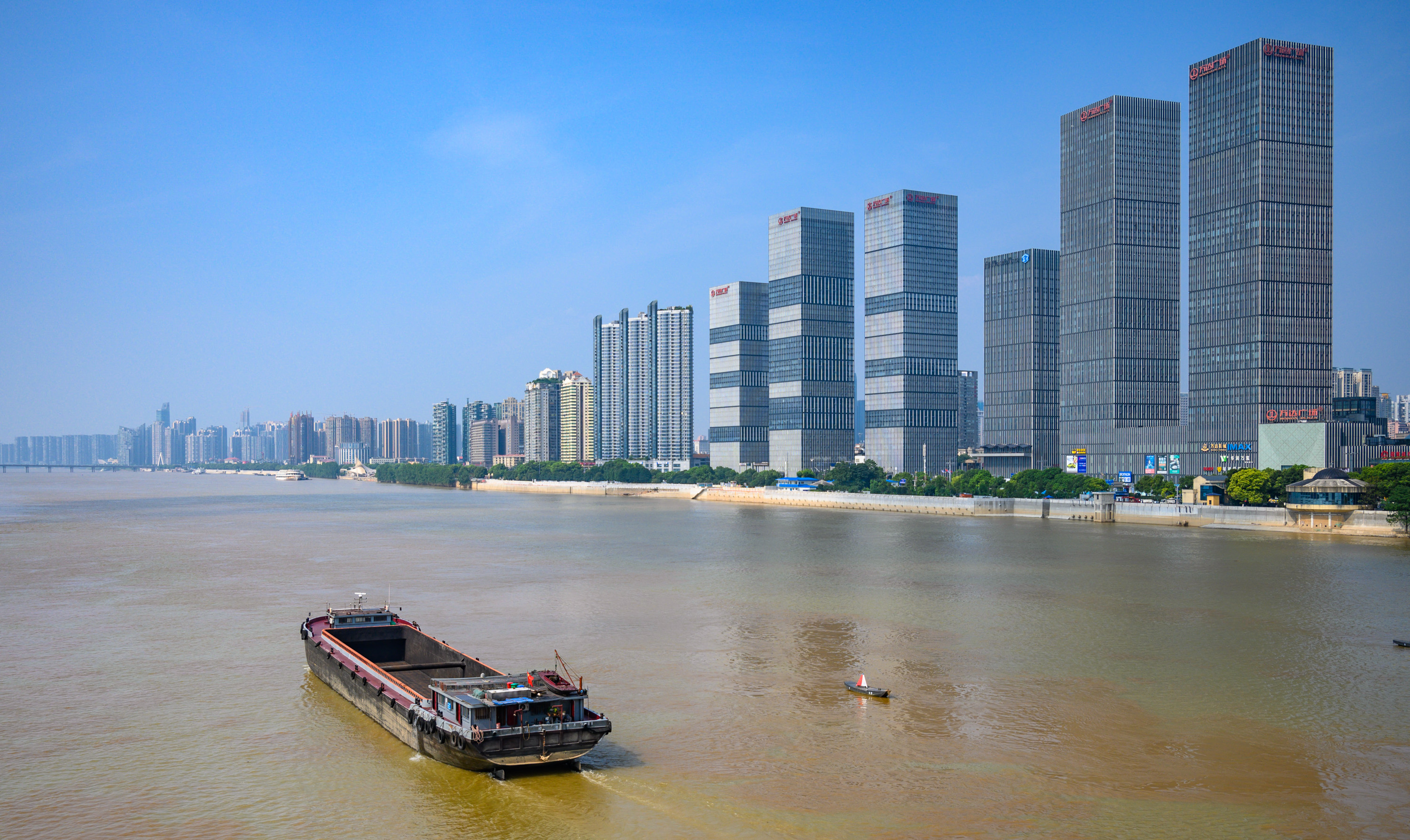
湘江长沙段

湖南河网纵横，几乎全为洞庭湖水系，长度5公里以上的河流5341条，其中以湘江、资江、沅水和澧水四条河流最大。剩余的一小部分为珠江水系。源自广西东北部海洋山西麓的湘江全长856公里，为本省流量最大、经济价值最高、流域最广的河流；沅江源自贵州云雾山，全长1033公里，为湖南境内最长河流，流量仅次于湘江，由于流经第二、三级阶梯分界线雪峰山，水能资源极其丰富，在上面有湖南最大的水电站五强溪水电站。此外还有资江上的柘（zhè）溪水电站 。
湖泊
洞庭湖为湖南最重要的湖泊，北接松滋、太平、藕池和调弦（已堵）四口纳长江洪水，从岳阳城陵矶汇入长江，有“容纳四水、吞吐长江”的重要作用，是长江中游地区的天然水库。由于大面积的围湖造田（人为原因）和泥沙淤积（自然原因），湖面逐年缩小，其作用也在减小。洞庭湖由全国第一大淡水湖（八百里洞庭）变为了仅次于鄱阳湖的第二大淡水湖。目前，人们在河流上游植树造林，在洞庭湖区退耕还湖，洞庭湖的面积有了一定的回升，将有可能超过鄱阳湖。

### 气候
湖南属亚热带季风气候，四季分明，气候温暖湿润，年降水量1300-1800毫米，自东南向西北递减。年平均气温16-18°C。极端最高气温43.7℃（1951年8月7日，永州），极端最低气温-18.1℃（1969年1月31日，临湘）。
| 1981–2010年间长沙市望城坡气象观测站（WMO ID：57687）的气象数据 | 1981–2010年间长沙市望城坡气象观测站（WMO ID：57687）的气象数据 | 1981–2010年间长沙市望城坡气象观测站（WMO ID：57687）的气象数据 | 1981–2010年间长沙市望城坡气象观测站（WMO ID：57687）的气象数据 | 1981–2010年间长沙市望城坡气象观测站（WMO ID：57687）的气象数据 | 1981–2010年间长沙市望城坡气象观测站（WMO ID：57687）的气象数据 | 1981–2010年间长沙市望城坡气象观测站（WMO ID：57687）的气象数据 | 1981–2010年间长沙市望城坡气象观测站（WMO ID：57687）的气象数据 | 1981–2010年间长沙市望城坡气象观测站（WMO ID：57687）的气象数据 | 1981–2010年间长沙市望城坡气象观测站（WMO ID：57687）的气象数据 | 1981–2010年间长沙市望城坡气象观测站（WMO ID：57687）的气象数据 | 1981–2010年间长沙市望城坡气象观测站（WMO ID：57687）的气象数据 | 1981–2010年间长沙市望城坡气象观测站（WMO ID：57687）的气象数据 | 1981–2010年间长沙市望城坡气象观测站（WMO ID：57687）的气象数据 |
| 月份                                                           | 1月                                                            | 2月                                                            | 3月                                                            | 4月                                                            | 5月                                                            | 6月                                                            | 7月                                                            | 8月                                                            | 9月                                                            | 10月                                                           | 11月                                                           | 12月                                                           | 全年                                                           |
| -------------------------------------------------------------- | -------------------------------------------------------------- | -------------------------------------------------------------- | -------------------------------------------------------------- | -------------------------------------------------------------- | -------------------------------------------------------------- | -------------------------------------------------------------- | -------------------------------------------------------------- | -------------------------------------------------------------- | -------------------------------------------------------------- | -------------------------------------------------------------- | -------------------------------------------------------------- | -------------------------------------------------------------- | -------------------------------------------------------------- |
| 历史最高温 °C（°F）                                            | 26.9 (80.4)                                                    | 30.6 (87.1)                                                    | 32.8 (91.0)                                                    | 36.1 (97.0)                                                    | 36.3 (97.3)                                                    | 38.2 (100.8)                                                   | 39.7 (103.5)                                                   | 40.6 (105.1)                                                   | 38.2 (100.8)                                                   | 38.5 (101.3)                                                   | 33.1 (91.6)                                                    | 24.9 (76.8)                                                    | 40.6 (105.1)                                                   |
| 平均高温 °C（°F）                                              | 8.3 (46.9)                                                     | 10.8 (51.4)                                                    | 15.1 (59.2)                                                    | 21.8 (71.2)                                                    | 26.8 (80.2)                                                    | 29.9 (85.8)                                                    | 33.5 (92.3)                                                    | 32.7 (90.9)                                                    | 28.3 (82.9)                                                    | 23.0 (73.4)                                                    | 17.4 (63.3)                                                    | 11.5 (52.7)                                                    | 21.6 (70.9)                                                    |
| 日均气温 °C（°F）                                              | 4.9 (40.8)                                                     | 7.2 (45.0)                                                     | 11.2 (52.2)                                                    | 17.4 (63.3)                                                    | 22.4 (72.3)                                                    | 25.8 (78.4)                                                    | 29.2 (84.6)                                                    | 28.3 (82.9)                                                    | 23.9 (75.0)                                                    | 18.4 (65.1)                                                    | 12.8 (55.0)                                                    | 7.3 (45.1)                                                     | 17.4 (63.3)                                                    |
| 平均低温 °C（°F）                                              | 2.5 (36.5)                                                     | 4.7 (40.5)                                                     | 8.3 (46.9)                                                     | 14.2 (57.6)                                                    | 19.1 (66.4)                                                    | 22.7 (72.9)                                                    | 25.9 (78.6)                                                    | 25.1 (77.2)                                                    | 20.7 (69.3)                                                    | 15.2 (59.4)                                                    | 9.6 (49.3)                                                     | 4.2 (39.6)                                                     | 14.3 (57.9)                                                    |
| 历史最低温 °C（°F）                                            | −9.5 (14.9)                                                    | −12.0 (10.4)                                                   | −2.3 (27.9)                                                    | 1.9 (35.4)                                                     | 8.9 (48.0)                                                     | 13.1 (55.6)                                                    | 19.7 (67.5)                                                    | 16.7 (62.1)                                                    | 11.8 (53.2)                                                    | 2.4 (36.3)                                                     | −2.8 (27.0)                                                    | −10.3 (13.5)                                                   | −12.0 (10.4)                                                   |
| 平均降水量 mm（）                                              | 73.7 (2.90)                                                    | 94.6 (3.72)                                                    | 139.6 (5.50)                                                   | 187.9 (7.40)                                                   | 181.1 (7.13)                                                   | 223.6 (8.80)                                                   | 142.6 (5.61)                                                   | 107.1 (4.22)                                                   | 76.5 (3.01)                                                    | 72.6 (2.86)                                                    | 81.4 (3.20)                                                    | 47.4 (1.87)                                                    | 1,428.1 (56.22)                                                |
| 平均降水天数（≥ 0.1 mm）                                       | 13.6                                                           | 14.0                                                           | 17.8                                                           | 18.8                                                           | 16.3                                                           | 13.3                                                           | 9.7                                                            | 9.9                                                            | 9.8                                                            | 11.1                                                           | 10.2                                                           | 9.4                                                            | 153.9                                                          |
| 平均相對濕度（％）                                             | 81                                                             | 81                                                             | 81                                                             | 80                                                             | 79                                                             | 81                                                             | 75                                                             | 78                                                             | 80                                                             | 79                                                             | 78                                                             | 77                                                             | 79                                                             |
| 月均日照時數                                                   | 76.2                                                           | 63.0                                                           | 69.4                                                           | 88.3                                                           | 122.8                                                          | 144.8                                                          | 238.3                                                          | 229.6                                                          | 160.0                                                          | 133.4                                                          | 115.7                                                          | 103.2                                                          | 1,544.7                                                        |
| 可照百分比                                                     | 24                                                             | 20                                                             | 19                                                             | 23                                                             | 29                                                             | 35                                                             | 56                                                             | 57                                                             | 43                                                             | 38                                                             | 36                                                             | 32                                                             | 35                                                             |
| 来源：中国气象局（1971–2000年间的降水天数和日照数据）          |                                                                |                                                                |                                                                |                                                                |                                                                |                                                                |                                                                |                                                                |                                                                |                                                                |                                                                |                                                                |                                                                |

| 永州市零陵区气象数据（1981年至2010年）                | 永州市零陵区气象数据（1981年至2010年） | 永州市零陵区气象数据（1981年至2010年） | 永州市零陵区气象数据（1981年至2010年） | 永州市零陵区气象数据（1981年至2010年） | 永州市零陵区气象数据（1981年至2010年） | 永州市零陵区气象数据（1981年至2010年） | 永州市零陵区气象数据（1981年至2010年） | 永州市零陵区气象数据（1981年至2010年） | 永州市零陵区气象数据（1981年至2010年） | 永州市零陵区气象数据（1981年至2010年） | 永州市零陵区气象数据（1981年至2010年） | 永州市零陵区气象数据（1981年至2010年） | 永州市零陵区气象数据（1981年至2010年） |
| 月份                                                  | 1月                                    | 2月                                    | 3月                                    | 4月                                    | 5月                                    | 6月                                    | 7月                                    | 8月                                    | 9月                                    | 10月                                   | 11月                                   | 12月                                   | 全年                                   |
| ----------------------------------------------------- | -------------------------------------- | -------------------------------------- | -------------------------------------- | -------------------------------------- | -------------------------------------- | -------------------------------------- | -------------------------------------- | -------------------------------------- | -------------------------------------- | -------------------------------------- | -------------------------------------- | -------------------------------------- | -------------------------------------- |
| 历史最高温 °C（°F）                                   | 25.9 (78.6)                            | 31.6 (88.9)                            | 35.7 (96.3)                            | 35.7 (96.3)                            | 35.2 (95.4)                            | 38.0 (100.4)                           | 39.7 (103.5)                           | 40.3 (104.5)                           | 38.1 (100.6)                           | 36.2 (97.2)                            | 33.7 (92.7)                            | 26.3 (79.3)                            | 40.3 (104.5)                           |
| 平均高温 °C（°F）                                     | 9.2 (48.6)                             | 11.3 (52.3)                            | 15.6 (60.1)                            | 22.2 (72.0)                            | 27.0 (80.6)                            | 30.3 (86.5)                            | 33.5 (92.3)                            | 32.7 (90.9)                            | 28.7 (83.7)                            | 23.6 (74.5)                            | 18.0 (64.4)                            | 12.4 (54.3)                            | 22.0 (71.7)                            |
| 日均气温 °C（°F）                                     | 6.1 (43.0)                             | 8.1 (46.6)                             | 11.9 (53.4)                            | 18.1 (64.6)                            | 22.8 (73.0)                            | 26.2 (79.2)                            | 29.0 (84.2)                            | 28.1 (82.6)                            | 24.4 (75.9)                            | 19.3 (66.7)                            | 13.9 (57.0)                            | 8.5 (47.3)                             | 18.0 (64.5)                            |
| 平均低温 °C（°F）                                     | 3.9 (39.0)                             | 5.9 (42.6)                             | 9.3 (48.7)                             | 15.1 (59.2)                            | 19.6 (67.3)                            | 23.1 (73.6)                            | 25.6 (78.1)                            | 24.8 (76.6)                            | 21.2 (70.2)                            | 16.1 (61.0)                            | 10.8 (51.4)                            | 5.6 (42.1)                             | 15.1 (59.2)                            |
| 历史最低温 °C（°F）                                   | −3.9 (25.0)                            | −4.6 (23.7)                            | 0.0 (32.0)                             | 4.1 (39.4)                             | 9.3 (48.7)                             | 14.5 (58.1)                            | 18.7 (65.7)                            | 18.4 (65.1)                            | 13.0 (55.4)                            | 4.7 (40.5)                             | −0.6 (30.9)                            | −5.2 (22.6)                            | −5.2 (22.6)                            |
| 平均降水量 mm（）                                     | 82.2 (3.24)                            | 112.9 (4.44)                           | 148.7 (5.85)                           | 173.1 (6.81)                           | 214.7 (8.45)                           | 182.8 (7.20)                           | 127.7 (5.03)                           | 136.6 (5.38)                           | 58.2 (2.29)                            | 68.1 (2.68)                            | 72.0 (2.83)                            | 49.4 (1.94)                            | 1,426.4 (56.14)                        |
| 平均降水天数（≥ 0.1 mm）                              | 16.3                                   | 16.1                                   | 18.9                                   | 18.2                                   | 17.3                                   | 14.2                                   | 10.7                                   | 12.1                                   | 9.4                                    | 11.6                                   | 9.5                                    | 9.4                                    | 163.7                                  |
| 平均相對濕度（％）                                    | 80                                     | 82                                     | 82                                     | 80                                     | 78                                     | 79                                     | 71                                     | 75                                     | 76                                     | 75                                     | 74                                     | 73                                     | 77                                     |
| 月均日照時數                                          | 61.5                                   | 47.1                                   | 56.6                                   | 84.9                                   | 124.9                                  | 152.5                                  | 243.0                                  | 212.4                                  | 154.2                                  | 129.0                                  | 117.3                                  | 107.9                                  | 1,491.3                                |
| 可照百分比                                            | 19                                     | 15                                     | 15                                     | 22                                     | 30                                     | 37                                     | 58                                     | 53                                     | 42                                     | 36                                     | 36                                     | 33                                     | 34                                     |
| 来源：中国气象局（1971−2000年间的降水天数和日照数据） |                                        |                                        |                                        |                                        |                                        |                                        |                                        |                                        |                                        |                                        |                                        |                                        |                                        |

### 自然资源
湖南有色金属矿产资源丰富，被称为“有色金属之乡”和“非金属之乡”。已探明的有色金属矿产达37种。钨、铋、锑储量居全国之首，钒、锡、石墨、重晶石等矿产储量丰富，居全国前列。大型矿山有位于娄底冷水江的世界锑都锡矿山、世界有色金属博物馆柿竹园、水口山铅锌矿等。

### 四至
| 方位 | 地点                 | 坐标                                            |
| ---- | -------------------- | ----------------------------------------------- |
| 北   | 常德市石门县         | 30°07′42″N 110°48′56″E / 30.12840°N 110.81550°E |
| 东   | 长沙市浏阳市         | 28°21′20″N 114°15′22″E / 28.35560°N 114.25600°E |
| 南   | 永州市江华瑶族自治县 | 24°38′25″N 111°31′22″E / 24.64020°N 111.52290°E |
| 西   | 怀化市新晃侗族自治县 | 27°05′15″N 108°47′10″E / 27.08740°N 108.78610°E |

## 行政区划
湖南省现辖13个地级市、1个自治州，下设36个市辖区、19个县级市、60个县、7个自治县；1944个乡级行政区，包括1134镇，305乡，83民族乡，422街道。
- 地级市：长沙市、株洲市、湘潭市、衡阳市、邵阳市、岳阳市、常德市、张家界市、益阳市、郴州市、永州市、怀化市、娄底市
- 自治州：湘西土家族苗族自治州

| 湖南省行政区划图 | 湖南省行政区划图     | 湖南省行政区划图                 | 湖南省行政区划图  | 湖南省行政区划图        | 湖南省行政区划图 | 湖南省行政区划图 | 湖南省行政区划图 | 湖南省行政区划图 | 湖南省行政区划图 |
| --- | -------------------- | -------------------------------- | ----------------- | ----------------------- | ---------------- | ---------------- | ---------------- | ---------------- | ---------------- |
| 长沙市 株洲市 湘潭市 衡阳市 邵阳市 岳阳市 常德市 张家界市 益阳市 郴州市 永州市 怀化市 娄底市 湘西土家族 · 苗族自治州 |                      |                                  |                   |                         |                  |                  |                  |                  |                  |
| 区划代码 | 区划名称             | 汉语拼音                         | 面积 （平方公里） | 常住人口 （2020年普查） | 政府驻地         | 县级行政区划     | 县级行政区划     | 县级行政区划     | 县级行政区划     |
| 区划代码 | 区划名称             | 汉语拼音                         | 面积 （平方公里） | 常住人口 （2020年普查） | 政府驻地         | 市辖区           | 县级市           | 县               | 自治县           |
| 430000 | 湖南省               | Húnán Shěng                      | 211,835.65        | 66,444,864              | 长沙市           | 36               | 19               | 60               | 7                |
| — 地级市 — |                      |                                  |                   |                         |                  |                  |                  |                  |                  |
| 430100 | 长沙市               | Chángshā Shì                     | 11,815.96         | 10,047,914              | 岳麓区           | 6                | 2                | 1                |                  |
| 430200 | 株洲市               | Zhūzhōu Shì                      | 11,247.55         | 3,902,738               | 天元区           | 5                | 1                | 3                |                  |
| 430300 | 湘潭市               | Xiāngtán Shì                     | 5,005.81          | 2,726,181               | 岳塘区           | 2                | 2                | 1                |                  |
| 430400 | 衡阳市               | Héngyáng Shì                     | 15,299.24         | 6,645,243               | 蒸湘区           | 5                | 2                | 5                |                  |
| 430500 | 邵阳市               | Shàoyáng Shì                     | 20,824.37         | 6,563,520               | 大祥区           | 3                | 2                | 6                | 1                |
| 430600 | 岳阳市               | Yuèyáng Shì                      | 14,857.79         | 5,051,922               | 岳阳楼区         | 3                | 2                | 4                |                  |
| 430700 | 常德市               | Chángdé Shì                      | 18,177.18         | 5,279,102               | 武陵区           | 2                | 1                | 6                |                  |
| 430800 | 张家界市             | Zhāngjiājiè Shì                  | 9,533.77          | 1,517,027               | 永定区           | 2                |                  | 2                |                  |
| 430900 | 益阳市               | Yìyáng Shì                       | 12,320.38         | 3,851,564               | 赫山区           | 2                | 1                | 3                |                  |
| 431000 | 郴州市               | Chēnzhōu Shì                     | 19,341.85         | 4,667,134               | 北湖区           | 2                | 1                | 8                |                  |
| 431100 | 永州市               | Yǒngzhōu Shì                     | 22,259.20         | 5,289,824               | 冷水滩区         | 2                | 1                | 7                | 1                |
| 431200 | 怀化市               | Huáihuà Shì                      | 27,572.54         | 4,587,594               | 鹤城区           | 1                | 1                | 5                | 5                |
| 431300 | 娄底市               | Lóudǐ Shì                        | 8,109.59          | 3,826,996               | 娄星区           | 1                | 2                | 2                |                  |
| — 自治州 — |                      |                                  |                   |                         |                  |                  |                  |                  |                  |
| 433100 | 湘西土家族苗族自治州 | Xiāngxī Tǔjiāzú Miáozú Zìzhìzhōu | 15,470.40         | 2,488,105               | 吉首市           |                  | 1                | 7                |                  |

## 人口
| 年份 | 出生率（‰） | 死亡率（‰） | 自然增长率（‰） | 出生人口（万人） | 死亡人口（万人） | 自然增长人口（万人） |
| ---- | ----------- | ----------- | --------------- | ---------------- | ---------------- | -------------------- |
| 2014 | 13.74       | 7.00        | +6.74           | 90.77            | 46.26            | +44.51               |
| 2015 | 13.88       | 7.01        | +6.87           | 91.80            | 46.37            | +45.43               |
| 2016 | 13.94       | 7.20        | +6.74           | 92.31            | 47.69            | +44.62               |
| 2017 | 13.69       | 7.31        | +6.39           | 90.78            | 48.43            | +42.35               |
| 2018 | 12.64       | 7.34        | +5.30           | 83.86            | 48.71            | +35.15               |
| 2019 | 10.81       | 7.58        | +3.24           | 71.78            | 50.29            | +21.49               |
| 2020 | 8.53        | 7.92        | +0.61           | 56.64            | 52.61            | +4.03                |
| 2021 | 7.13        | 8.28        | - 1.15          | 47.30            | 54.93            | - 7.63               |

湖南是中华人民共和国人口众多的省份之一，2019年末，湖南总人口约6918.38万人，在全国34个省市中，排名第7位。湖南是人口密集的省份之一，平均每平方公里319人，比全国平均人口密度高1倍多。全省人口中城镇人口2752.91万人，乡村人口4052.79万人，老年人口占全省人口的8.98％。2007年，全省人口出生率为11.96‰，人口死亡率为6.71‰，人口自然增长率为5.25‰。2012年末全省总人口7179.9万人，常住人口6638.9万人，人口出生率13.58‰，死亡率7.01‰，人口自然增长率6.57‰。湖南有1个I型大城市长沙，4个大城市岳阳、株洲、湘潭、衡阳。随着长沙、株洲和湘潭三城的一体化，湖南省东部形成了“长株潭”大城市群。
2022年末，湖南常住人口6604.0万人，比上年减少18.0万人，下降0.27%。

### 民族

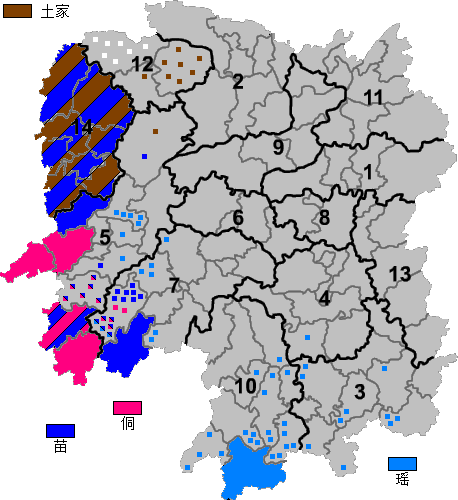
湖南省少數民族分佈圖

湖南是一个以漢族為主的多民族省份，全国56个民族，都有居民在境内生活。少数民族总人口达680万人（名列全国第6位，次于广西、云南、贵州、新疆和辽宁），约占总人口的10.21%。少数民族中人口较多的是土家族（264万）、苗族（192万）、侗族（84万）、瑶族（70万）、白族（13万）、回族（9.7万）、壮族（2.4万）、蒙古族（1.6万）、满族（8206）、维吾尔族（7939）等。少数民族分布在全省14个市州，但多数在湘西、湘南一带，呈小聚居、大分散态势。全省有1个民族自治州（湘西土家族苗族自治州，辖1市7县）、7个民族自治县（即城步、麻阳2个苗族自治县，新晃、芷江、通道3个侗族自治县，靖州苗族侗族自治县、江华瑶族自治县）100个民族乡。此外，桑植县和张家界市永定区也享受自治地方优惠政策待遇。全省少数民族地区土地面积约占全省总面积的28%。
| 民族名称                | 汉族       | 土家族    | 苗族      | 侗族    | 瑶族    | 白族    | 回族   | 壮族   | 维吾尔族 | 彝族  | 其他民族 |
| ----------------------- | ---------- | --------- | --------- | ------- | ------- | ------- | ------ | ------ | -------- | ----- | -------- |
| 人口数                  | 59,759,648 | 2,713,005 | 2,027,034 | 865,518 | 749,872 | 118,638 | 82,786 | 45,495 | 11,076   | 9,797 | 61,995   |
| 占总人口比例（%）       | 89.94      | 4.08      | 3.05      | 1.30    | 1.13    | 0.18    | 0.12   | 0.07   | 0.02     | 0.01  | 0.09     |
| 占少数民族人口比例（%） | －         | 40.58     | 30.32     | 12.95   | 11.22   | 1.77    | 1.24   | 0.68   | 0.17     | 0.15  | 0.93     |

## 语言

### 汉语方言
湖南汉语方言包括湘语（新湘语和老湘语）、湘南土话、瓦鄉話、赣语、客家話、西南官话等。

#### 湘语
湘語（新湘语长沙话：/ɕiæ̃33 y43/；老湘语娄底话：/siɔ̃44 ny42/）是生活在洞庭湖流域-湘江一带的汉族湖湘民系使用的本土语言，為湖南省的第一大漢語方言，分佈最廣的本土方言。湖南境内的湘语主要分布在湘江流域、资江流域、洞庭湖滨地区以及沅水中游部分地区。湘语是湖南省内较强势的汉语方言，长沙市、株洲市（株洲市区）、湘潭市、岳阳市、益阳市、娄底市、衡阳市、邵阳市的全部地区以及怀化、永州等地的部分地区均以湘语为主。湘語湘语内部差异也较大，有新湘語和老湘語之別，但兩者皆與普通話和西南官話有非常大的差別。老湘語以娄底的双峰话为代表，而新湘語以长沙话为代表。但近年普通話的強制推廣也影響著小部分湘語本土方言。例如，现在在長沙市中心流行普通話或者夾雜著许多普通話的新派長沙话，衝擊着原本的老派長沙话。

#### 湘南土话
湘南土话是湖南南部一系列非常独特的本土漢語方言，不属于湘语、赣语、官话或其他任何主要汉语方言。湘南土話與普通話差異巨大，其内部差异也较大。有数十种湘南土话散布在永州、郴州境内大部分地区。对于湘南土话的归属问题至今还没有定论，但可以确定的是湘南土话与粤北土话和桂北平话关系密切。

#### 瓦乡话
瓦乡话，又稱乡话，为瓦乡人的母语。瓦鄉人是中國境內眾多的未識別民族之一，瓦鄉人在官方多被劃分為苗族或土家族，但瓦鄉人多堅持自身是一個獨立的民族-瓦鄉族。瓦乡话是一种非常古老的湖南西部本土汉语方言，并帶有一定的苗語、土家語因素，但也有人認為瓦鄉話是一種古漢語與湖南少數民族語言混合的獨特語言。瓦鄉話主要分布在湘西自治州和怀化的沅陵、古丈、泸溪、辰溪、溆浦等县邊界一帶的山區，使用人口约40万。

#### 赣语
赣语在湖南主要分布于湘东的部分地区茶陵，攸县以及湘西南的小部分地区，尤其是湘赣边境一带基本为赣语区。湖南是全国赣语人口第二多的省份。湖南赣语與江西贛語同源，但卻有很多區別，而且湖南贛語對省內一些地方的湘語也有許多影響，代表语言有岳阳话（大通片）、平江话（昌都片）、浏阳话（宜浏片）等。

#### 客家话
客家话在湖南主要分布于湘東南的炎陵汝城和桂东等市县，也零星分布在湖南东部的湘赣边境一带（为湘东赣语区里的客家方言岛）。

#### 西南官话
西南官话在湖南主要通行于湘西北和湘西的大部分地区和湘南的部分城鎮。西南官话雖然傳入湖南的時間較晚，但其在湘西北、湘西一帶影響很廣泛且流傳度高，并与临近的湖北、贵州和广西等地的西南官話區連成一片，因此西南官話现在已经成为湖南省的第二大汉语方言。西南官话与普通话差异本來就沒有很大，尤其近年来普通话在全國的强势推广，各地的西南官话更加向普通话靠拢。由于历史原因，外来的西南官话在湖南省西部一帶的少数民族中比湘語更有影响，湘西北的白族人的母語已经全部转為漢語西南官話（仅保留极少数白语词汇），大部分土家族人的母語也轉為了漢語西南官話。另外，湘南一帶在傳統意義上並不屬於西南官話區，只是湘南的部分城鎮和少數鄉村地區为湘南土话和西南官话並用的双语区，即內部使用湘南土話，對外（尤其在大城镇）通行西南官話。

#### 其他漢語方言
中原官话和江淮官話在湖南主要分布在长沙城郊的個別社區以及株洲市區的個別社區，使用人口極少。湖南境內的中原官话由河南省移民（主要来自郑州地区）带来。湖南境內的江淮官話則是由江蘇、安徽省一帶的移民帶來的。近年来，隨著被湖南本土方言的同化和普通話的推廣，在湖南境內的中原官話和江淮官話的使用者越來越少了。

### 少数民族语言
湖南的少数民族语言主要有苗语、土家语、侗语、勉语以及壮语。

#### 苗语
湖南境内的苗语主要为苗语湘西方言（dut Xongb），属于苗瑶语系苗语支。苗語湘西方言又称作苗語东部方言，主要分布在湖南省西部苗族聚居區和贵州松桃县等地。说苗语湘西方言的人口约100万。苗语湘西方言分为两个次方言，以其西部次方言花垣县吉卫镇腊乙坪村的语音为标准音。于1950年代创制了拉丁字母的湘西苗文。杨再彪（2004）把湘西方言分为东西两个次方言，西部次方言分布在凤凰县、花垣县、吉首市南部、新晃侗族自治县、麻阳苗族自治县，东部次方言主要分布在泸溪县、古丈县、龙山县南部和吉首市东部等。

#### 土家语
土家语（pi˧˥ tsi˥ sa˨˩）属于汉藏语系藏缅语族土家语支。在土家语中，土家族人自称pi˧˥ tsi˥ kʰa˨˩ [毕兹卡]。 根据杨再彪博士2011年4月提供的数据，土家语目前在湖南省西部的34个乡镇中、200个行政村的500个自然村寨中依然被使用着。土家语分为南北两种方言。南北土家語音韻語法詞彙差異過大，無法交流。

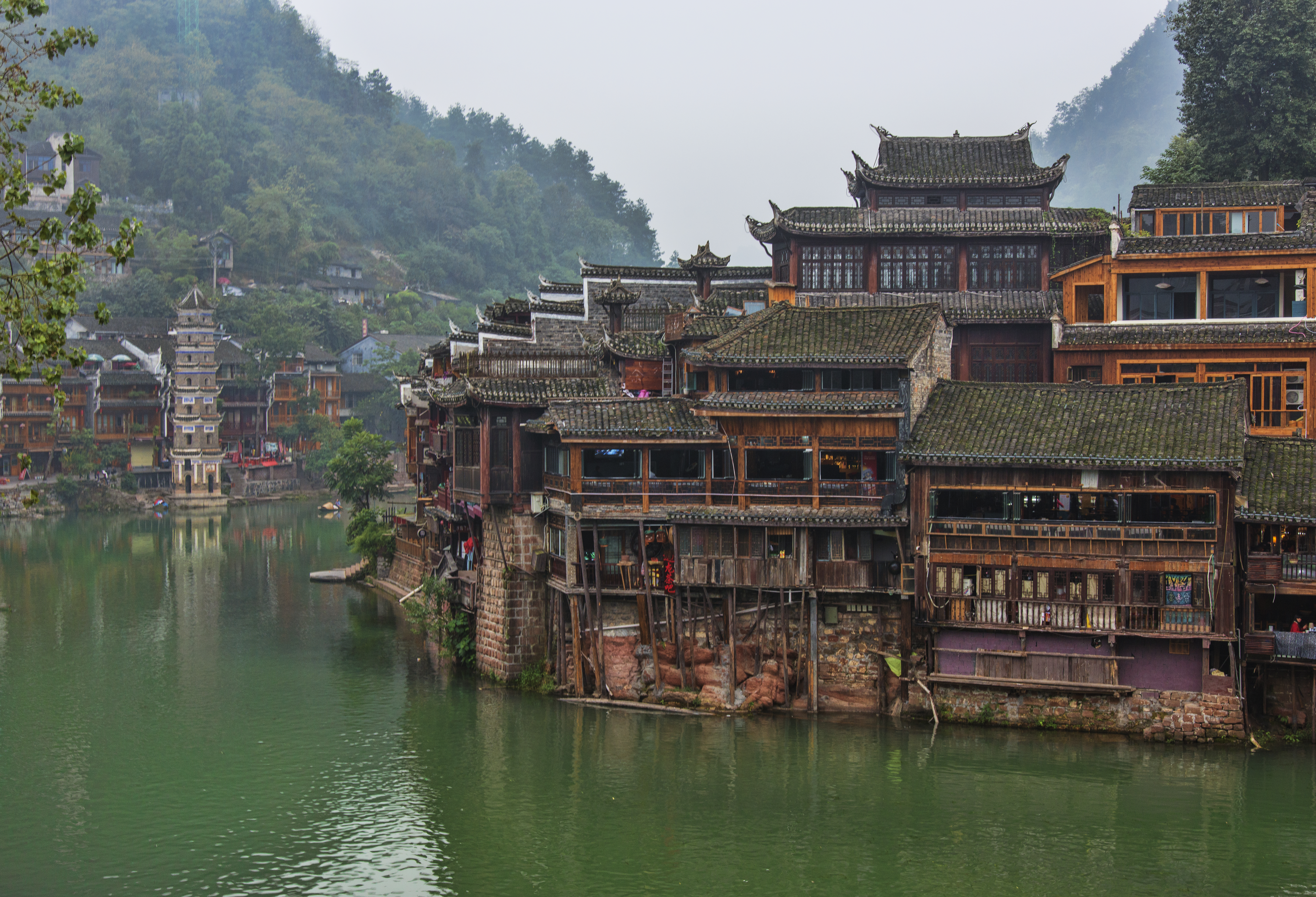
湘西鳳凰古城

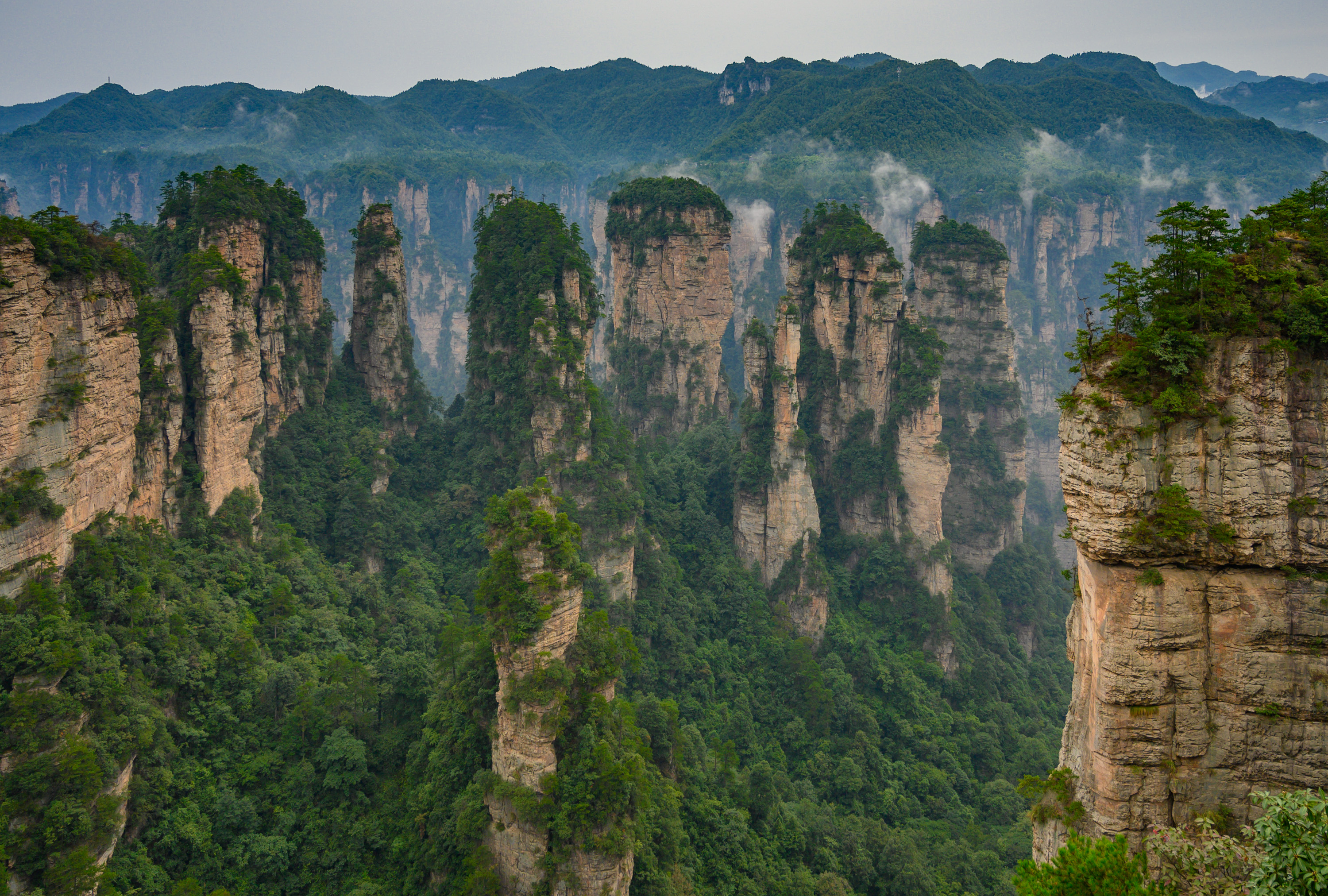
張家界-武陵源風景區

土家语北部方言又称毕基语，为以前绝大多数土家族人的母语。但现在，許多土家族人的母語已轉為了湖南西北部当地流行的漢語方言（西南官話），只有少部分土家族人的母語仍為土家语北部方言。
- 龙山土语
  - 龙山县：洗车河镇、苗儿滩镇、靛房镇、洛塔乡、干溪乡、猛西乡、凤溪镇、坡脚乡、他砂乡、内溪乡、贾市乡
  - 永顺县：对山乡、和平乡、西歧乡、首车镇、勺哈乡
  - 保靖县：普戎镇、仙仁乡、涂乍乡
  - 古丈县：茄通乡、断龙乡
- 保靖土语
  - 龙山县：隆头镇、岩冲乡、长潭乡、里耶镇
  - 保靖县：隆头乡、比耳乡、马王乡、拔茅镇、昂洞乡、龙溪乡、簸箕乡

土家語南部方言又称孟茲語。孟茲語為土家語在大面積的苗瑤、漢語區內的方言島，自古以來便只有很少的母語人口(現僅幾百人使用)，分佈在瀘溪縣境內的潭溪镇且己村的九個村寨(別名九寨話)，潭溪鎮中也有少量遷移人口。具體村寨名為(括號中為該地孟茲語名)：
- 下都(tsʰie˨˩ bu˨˩)
- 铺竹(pʰu˧ dzɯ˧)
- 波洛寨(bo˧ lo˧ tsai˩˧)
- 且己(tsʰa˧ dʑi˧˥)
- 下且己(tsʰa˧ dʑi˧˥ a˨˩ di˧˥)
- 大波流(tsʰie˨˩ dɯ˥ pʰo˨˩)
- 小零寨(tsʰie˥ ȵĩ˧˥ sa˧)
- 梨木寨(li˨˩ mu˨˩ tsai˩˧)、土麻寨(tʰɯ˩˧ ma˨˩ tsai˩˧)
- 潭溪镇(hu˧ dɯ˧)

#### 侗语
侗语（sungp Gaeml）是侗台语系（或称侗台语族、壮侗语族）的语言之一，现使用拉丁字母的侗文（leec Gaeml）。侗语南北两种方言皆在湖南有分布。在湖南省内，侗语主要分布在湖南西部的通道陇城、新晃中寨和靖州滥泥冲等地。

#### 勉语
勉語（Iu Mienh）是瑤族使用的主要语言之一，也是苗瑶语系瑶语支唯一的语言。勉语内的勉方言（湘南分支）以及藻敏方言在湘南的瑶族聚居区使用。其中勉方言（湘南分支）分布在湖南南部山区的瑶族聚居村落，使用人口超过13万；而藻敏方言仅在湘南的宜章县内有分布。

## 宗教
湖南宗教
湖南的主要宗教有是中國民間信仰，道教和佛教。根據2007年和2009年進行的調查，湖南有20.19％的人口有祖先崇拜，0.77％的人口是基督徒。報告沒有提供其他宗教的統計數字；79.04％的人口無宗教或信奉中國民間宗教，佛教，儒教和道教。
- 道教：道教在湖南擁有悠久而豐富的歷史傳統。至2009年底，湖南省有道教信众约110万人，正式登记开放的道教活动场所（含固定处所）913处，道士近万人。湖南最早的道教活动系东汉，据明《衡岳志》记载：“天师张道陵，尝自天目山游南岳，谒青玉、光天二坛，礼祝融群君祠。”目前香火最旺的是衡阳南岳大庙，长沙市岳麓山云麓宫，长沙县陶公庙等。湖南道教與民間信仰和本地民俗活動高度結合，入世性較強。

- 佛教：
  - 汉传佛教：佛教在湖南的历史尤为悠久，一直是湖南省的第一大宗教，对湖南人的社会生活影响较大，組織性較強。目前，湖南省各县、市已恢复的佛教寺庙有近2000处，常住僧尼近4000人，居士和信徒约369万人。列为汉族地区佛教全国重点寺院的有：南岳大庙、祝圣寺、福严寺、南台寺、上封寺，长沙麓山寺、开福寺，岳阳圣安寺。南岳衡山闻名海内外，当地众多佛寺常年香火旺盛。

- 亚伯拉罕诸教：
  - 基督新教：基督新教于近现代随着西方传教士而傳入湖南。在19世纪，湖南省曾是中国各省中对西方殖民者的宗教抵制最强烈的一个省。1901年以后，上百名西方基督教传教士涌入湖南宣传基督教福音。1949年，湖南有基督新教教堂和传教所827处，属于28个不同教派，主要有真耶稣教会、内地会、长老会、循道公会、挪威信义会等。湖南的基督新教势力曾开办有湘雅医学院以及许多教会福利机构。文化大革命后，基督新教在湖南卷土重来。现在，湖南有新教教堂及聚会点630多处，教徒已超过73万人。其中，除了合一的主日教会，还有不少人是基督复临安息日会和真耶稣教会的信徒。湖南的基督新教的組織性很強。
  - 天主教：天主教于近现代随着西方传教士而傳入湖南。天主教湖南总堂设于衡阳。1949年，天主教在湖南有教徒6万人，教堂355座。设9个教区（衡阳、长沙、永州、邵阳、湘潭、常德、沅陵、岳阳、澧县），分属意大利方济各会、西班牙奥斯定会和美国苦难会管辖。1999年合并为一个教区。1998年，湖南有天主教堂54处，教徒约5万人，主要分布在湖南北部。
  - 伊斯兰教：伊斯蘭教隨著明代回族人的移入而傳入湖南。1998年，全省有清真寺44处，穆斯林約10万人，主要是从明朝开始聚居在邵阳和常德两地的回族，宗教性與民族性相結合。

## 教育
2012年，全省研究生教育招生1.98万人，在学研究生6.27万人，毕业生1.62万人。普通高等教育招生32.51万人，在校生108.22万人，毕业生30.68万人。各类中等职业教育招生25.31万人，在校生73.42万人，毕业生25.15万人。普通高中招生37.01万人，在校生102.66万人，毕业生31.01万人。初中招生74.25万人，在校生211.11万人，毕业生68.87万人。普通小学招生88.08万人，在校生473.79万人，毕业生77.02万人。特殊教育招生0.18万人，在校生1.02万人。全省小学适龄儿童入学率99.85%。

### 高等教育
湖南现有普通高等学校（不含军校）106所，其中本科院校31所，专科院校7所，高职院校64所。本科院校中中南大学、湖南大学和国防科技大学为国家985工程重点建设高校，湖南师范大学为国家211工程重点建设高校，另有湘潭大学为省部共建重点大学。
湖南省高考大学升学率（含大专跟本科两个层次）
- 2012年湖南高考录取率为86.4%，
- 2011年湖南高考录取率86%，
- 2010年湖南高考录取率81%，
- 2009年湖南高考录取率56.9%，
- 2008年湖南高考录取率51%，
- 2007年湖南省高考录取率54.9%，
- 2006年湖南省高考录取率48.9%。

## 科技
湖南在湘工作的中国科学院和中国工程院院士45人，其中包括“杂交水稻之父”袁隆平、成功培育出四倍体鱼的鱼类繁殖生理学家刘筠、新材料专家黄伯云、中国第一个研究试管婴儿的遗传学家卢光琇等世界顶级科学家。有国家重点实验室17个，2012年末全省有11个国家工程（技术）研究中心。国家工程研究中心9个，国家工程实验室11个。国家认定企业技术中心29个。承担国家各类科技计划项目792项。取得省部级以上科技成果884项。获得国家科技进步奖励成果15项、国家技术发明奖励4项、国家自然科学奖1项。专利申请量35709件，授权量23212件，其中，发明专利申请量9974件；发明专利授权量3353件。研制成功了杂交水稻、世界运算速度最快的巨型计算机“天河一号”、世界输送高度之最的“三一”输送泵等世界领先的产品。

## 文化

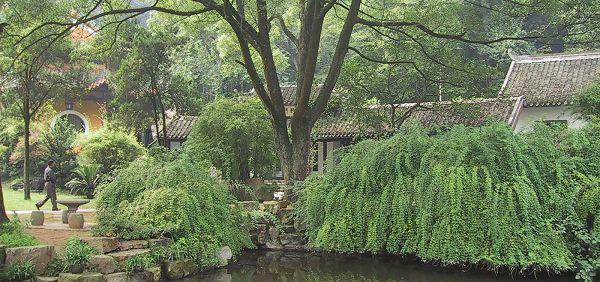
长沙的岳麓书院内景

湖湘文化是中华文化的多样性结构中的—个独具特色的组成部分。近百年来，随着湖湘人物在历史舞台上的出色演绎，湖湘文化已受到世人的广泛瞩目与确认。湖湘文化的基本精神可以概括为“淳朴重义”，“勇敢尚武”，“经世致用”，“自强不息”。湖湘哲学思想以宋代胡安国为开创者，历胡宏、张栻、王船山、曾国藩、谭嗣同、杨昌济，以至毛泽东，形成了自己独特的风格。湖湘文学艺术具有“文道合一”的明显特点。以曾国藩为首的“湘乡文派”，就是此一特色的代表。这一特点，在毛泽东身上也鲜明地反映出来。湖湘教育大兴于宋代，历时千年而形成了自己独特的传统：重视学思并重与知行统一，重视独立思考与理性批判。岳麓书院就是此一传统的见证与代表。
近百年来，随着湖湘人物在历史舞台上的出色表演，湖湘文化已受到世人的广泛瞩目与确认。星沙的文化产业发展迅速。位于星沙的湖南湘绣城成为全国首家由中国文联和中国民协正式授牌的国家级非物质文化遗产保护研究基地。
湖湘文化对宗教采取了“兼容并蓄”的态度，南岳大庙中的佛道儒共处就是典型事例。湖湘是中国民族最多的地域之一。在漫长的岁月里，各个民族由于历史沿革、居住地域、生产方式和宗教信仰等的不同，孕育了丰富多彩的传统习俗和民族风情，又互相渗透，彼此影响，汇合而成一种个性鲜明独具—格的湖湘民俗文化。由于对实践与实用的重视，湖湘科学技术素称发达。早在商周，青铜冶炼已具相当规模。近代的锑都，更为全国冶炼之冠。马王堆出土文物之精美，令人叹为观止。

### 文化城镇
- 国家历史文化名城：
  - 长沙（1）
  - 岳阳（3）
  - 凤凰县（b）
  - 永州
- 国家历史文化名镇：
  - 龙山县里耶镇（2）
  - 望城县靖港镇 (4)
  - 永顺县芙蓉镇 (4)
  - 绥宁县寨市镇 (5)
  - 泸溪县浦市镇 (5)
- 国家历史文化名村：
  - 岳阳县张谷英镇张谷英村 (1)
  - 江永县夏层铺镇上甘棠村 (3)
  - 会同县高椅乡高椅村 (3)
  - 永州市零陵区富家桥镇干岩头村 (3)
  - 辰溪县上蒲溪瑶族乡五宝田村 (5)

### 饮食文化
- 湘菜，中國八大菜系之一，以鮮香辣著稱。湖南人非常愛吃辣椒。
- 湖南小吃
  - 长沙火宮殿臭豆腐，口味虾，水煮鱼头，鸭脖子，唆螺、鱼头豆腐、耒阳坛子菜、荷叶包饭、腊肉，腊肠，剁辣椒、三角幹子、龍脂豬血、津市米粉、岳阳烧烤、平江香干、浏阳蒸菜，大冲辣椒，临武鸭，东江鱼，沙田牛巴。
- 湖南茶
  - 岳阳君山银针（中国十大名茶之一）、安化黑茶、大庸古丈毛尖、长沙高桥银峰和湖波绿、沅陵碣滩茶。
- 酒文化
  - 酱香型的有武陵酒，曲香型的有德山大曲，都产于常德，曾获国家金银奖。益阳有南州大曲，衡阳有雁峰大曲，邵阳有邵阳大曲，吉首的酒鬼酒，岳阳有胜景山河的黄酒。

### 地方戏曲
- 湘剧，湖南最古老的戲曲種類。
- 湖南花鼓戏，現在湖南全省流行最廣的戲種。
- 祁剧，流行于湘南一帶。

### 传统文化
- 岳麓书院、石鼓书院，中國著名的古代書院。
- 马王堆汉墓
- 湖南民歌，以“洞庭魚米香”和“瀏陽河”最為出名。
- 女书，湘南永州一帶女性專用的文字，用來記錄當地的湘南土話。
- 湘绣，中國四大名繡之一。

### 文化产业
- 电视媒体
  - 湖南广播电视台是湖南省最权威的电视机构，是湖南出版投资控股集团旗下的电视放送机构，旗下共有十余套节目,分别为湖南卫视、国际频道、湖南经视、娱乐频道、都市频道、电视剧频道、公共频道、潇湘电影频道、快乐购频道、金鹰纪实卫视、金鹰卡通卫视、茶频道、先锋乒羽频道、快乐垂钓频道。推出了《快乐大本营》、《玫瑰之约》、《晚间新闻》、《新青年》、《音乐不断》等一系列名牌栏目，在中国国内外产生了广泛影响，确立了娱乐传媒的强势品牌地位。被中国媒体誉为“快乐旋风”、“玫瑰花香”的“湖南电视现象”，一时间风靡大江南北。截至目前，湖南卫视在中国国内所有省会城市实现完全入户，中心城市入户率位居省级卫视第一， 在中国全范围的有效覆盖率超过60％，覆盖人口已达7.6亿。在全球，湖南卫视进入日本和澳大利亚普通家庭，更是唯一进入美国主流电视网的中国省级卫视。湖南卫视综合竞争力仅次于CCTV的三个频道，居全国第4；湖南卫视的主持人汪涵、何炅、李湘入选中国十大节目主持人。湖南卫视全天播出24小时，在湖南省内14个市州、72个县市均有转播，信号覆盖全中国4个直辖市与29个省会城市、161个县市，收看人口约达2.5亿（截至2011年）。目前其自制栏目有《快乐大本营》、《天天向上》、《我是歌手》、《爸爸去哪儿》、《花儿与少年》等。该频道的电视剧超过其播出总量的60%，频道剧场有《钻石独播剧场》、《金鹰独播剧场》等，其中自制电视剧占总量的70%，引进的电视剧占30%。而据其官网提供的资料，湖南卫视的收视率、到达率、观众忠度均位居国内十大上星频道之首。
  - 中国金鹰电视艺术节，中国全国极富盛名的电视艺术节，在湖南长沙举办。
- 网络媒体
  - 红网、湖南在线
- 出版业
  - 追溯出版湘军，可以回到两千多年前东汉时期湖南耒阳一个叫蔡伦的青年发明的造纸术。中南出版传媒集团通过多介质媒体集群锁定目标人群，以集团下属的书、报、刊、网、电视、电台及新介质媒体，在时间和空间上均形成了强势的影响力和控制力。
  - 报业：体坛周报、潇湘晨报、湖南日报、长沙晚报
  - 出版：湖南人民出版社、湖南教育出版社、湖南美术出版社
- 文学
  - 从五四运动到新中国建立，产生了一批饮誉中国现代文学史的著名作家、文学理论家，如田汉、欧阳予倩、成仿吾、沈从文、丁玲、周立波、张天翼、蒋牧良、叶紫、康濯、谢冰莹等。
  - 与文学湘军一样，不少艺术、体育界名人成为文化湘军又一支劲旅。著名国画大师齐白石、画家黄永玉、现代文艺先驱、中華人民共和國国歌歌词作者田汉，作为文化湘军的老前辈，不仅在艺术界享有很高的威望，而且为湖南培育了一代又一代艺术人才。还有被評價為“東方畢加索”之称的當代旅日巨匠王少飛以湖南文化為基源，將中國畫藝術轉化向世界現代抽象藝術，其作品刷新了水墨畫世界紀錄。如著名金石家李立，继承发展了齐白石的风格，享誉全国乃至东南亚各国。李谷一凭一曲湘味十足的花鼓戏，唱响全国；宋祖英以湘女特有的唱腔使之全国闻名。谭盾这一土生土长的长沙伢子，以他独特的才华和对音乐特有的感悟，成为世界级音乐大师。还有张也、陈思思、李姿锐、关贵敏、程志、奇志、大兵、瞿颖等使湖湘之都群星灿烂。
- 动漫卡通
  - 三辰卡通集团
  - 宏梦卡通集团
  - 金鹰卡通卫视
- 体育
  - 陆莉、熊倪、李小鹏、刘璇、龚智超、杨霞、龙清泉、田卿、王明娟、向艳梅、侯志慧、谌利军等运动员在中国奥运史上留下了灿烂星光。
  - 湖南湘涛足球俱乐部，湖南省唯一参加中国足球职业联赛的球队。现参加中乙联赛，主场在娄底市体育中心
  - 长沙勇胜篮球俱乐部，湖南省唯一参加中国篮球职业联赛的球队。现参加NBL联赛，主场在湖南贺龙体育馆。
  - 贺龙体育文化中心，湖南省最大的体育设施，多次举办中国足球国字号赛事，因在此保持不败成绩，而被一些球迷誉为“中国足球福地”。
  - 长沙马拉松赛，湖南省内最大规模的马拉松赛事，也是湖南省内最具影响力的全民健身赛事品牌。

## 经济
2019年湖南省地区生产总值达到39752.12亿元（6145.68亿美元），占内地总量的4.17%，居内地省份的第9位；GDP同比增长9.42%（名义增速），增速居第13位；根据年中人口推算，2019年湖南人均GDP为57,191元（8,841.7美元），居内地省份的第16位。

### 工业
湖南工程机械制造业位居世界前列。

### 农业
湖南是农业大省，素有“鱼米之乡”和“湖广熟，天下足”的美誉。湖南盛产湘莲，产量居全国首位，是湖南著名特产。湖南为中国四大产茶省之一，君山银针为中国十大名茶之一，安化黑茶为全国著名茶叶品牌，此外湖南祁东的黄花菜产量占全国七成。湖南还盛产油茶、辣椒、苎麻、柑桔等。　

## 交通
湖南交通便利，已建立起铁路、公路、水运、航空相结合的立体运输网络。2012年全省货物周转量4007.1亿吨公里，比上年增长17.8%。其中，铁路货物周转量1043.8亿吨公里，减少4.6%；公路货物周转量2392.5亿吨公里，增长27.4%。旅客周转量1749.2亿人公里，增长4.6%。其中，铁路旅客周转量804.9亿人公里，下降0.9%；公路旅客周转量854亿人公里，增长9.8%；民航旅客周转量87.7亿人公里，增长10.8%。

### 铁路

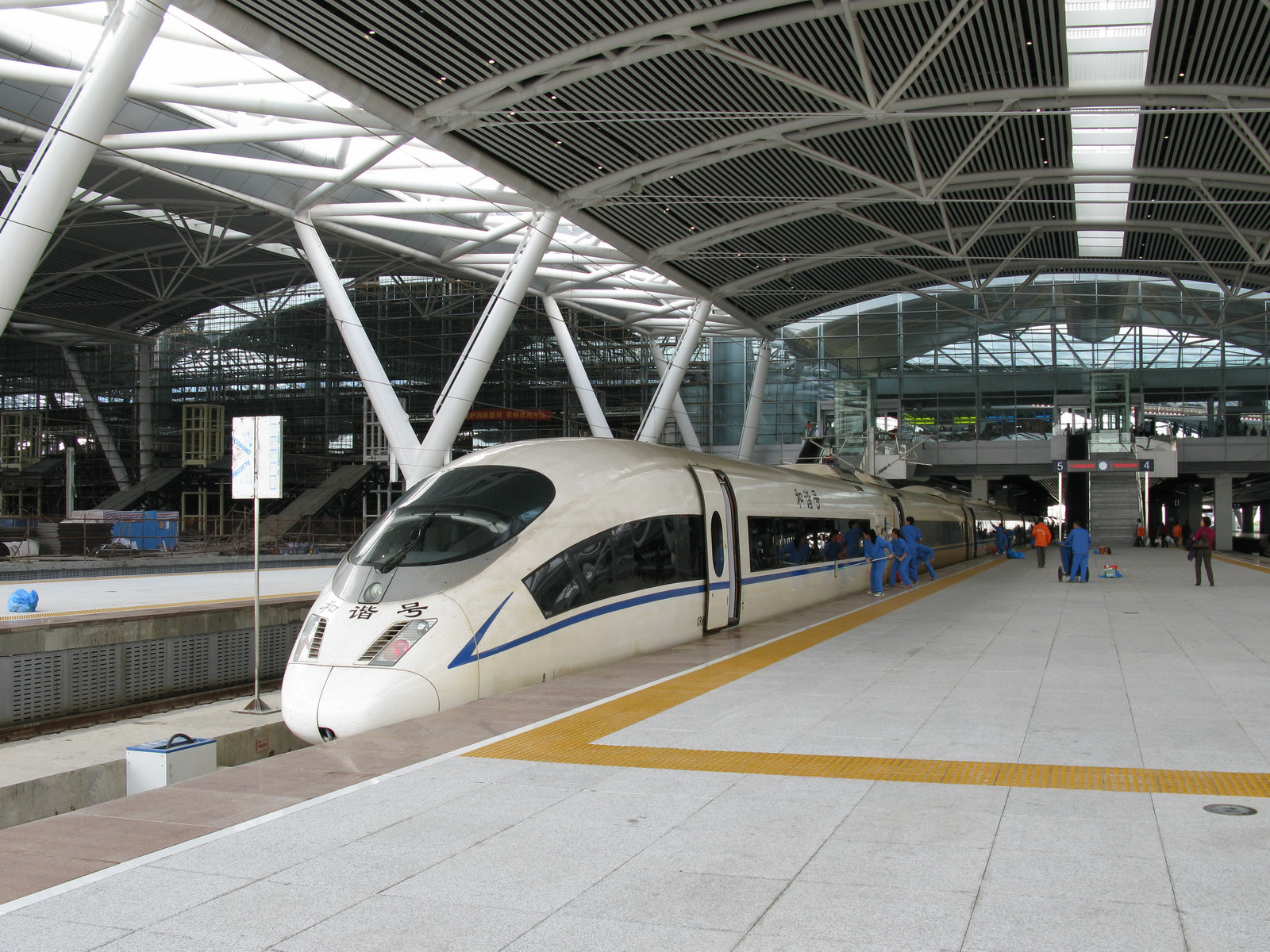
京广高速铁路長沙南站

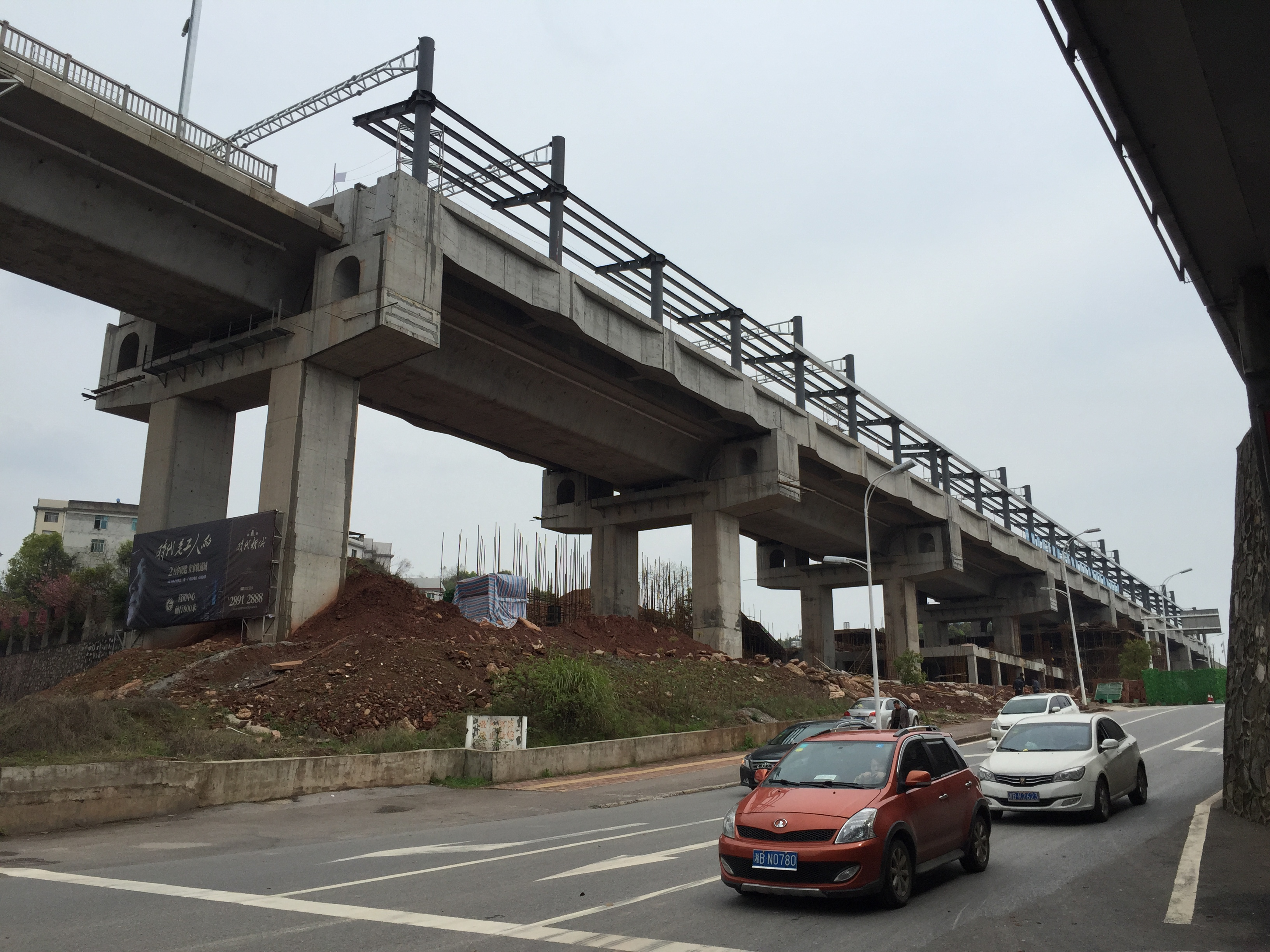
位于株洲田心的长株潭城际铁路田心东站

湖南有京广、京广高速线、沪昆、沪昆高速线、蒙华、焦柳、湘桂、洛湛和渝怀等干线，其中京广、京广深、焦柳、洛湛铁路、蒙华纵贯南北，沪昆、湘桂、渝怀连接东西；此外还有常岳九、怀邵衡、衡茶吉、 石长 、醴茶（醴陵—茶陵）、郴嘉铁路（郴州—嘉禾）、韶山铁路（湘乡—韶山）等多支地方铁路。全省铁路进出省通道8个，境内铁路营运总里程3,693公里，其中客运专线518公里，铁路复线率49.3%、电气化率57.5%，路网密度为1.74公里/百平方公里，构成了“三纵二横”铁路运输网，在路网中担负着承东启西、沟通南北的功能。

#### 高速铁路
2009年作为京广高速铁路一段的武广客运专线建成通车，设计时速350公里，长沙至武汉仅需1小时，至广州仅需2小时，2012年4月1日，京广高铁与廣深港高鐵广深段贯通运营，从长沙南站可直达深圳北站，耗时仅约2小时50分，2012年9月28日，京广高铁郑武段开通运营，与徐兰高铁贯通运营，从长沙南站可直达郑州东站和西安北站，分别只需约3小时50分和6小时30分，2012年12月26日，京广高速铁路全线贯通，从长沙南站可以直达北京西站和太原站，分别只需约5小时39分和7小时1分，2014年9月16日杭长客运专线长沙至南昌段正式开通运营，从长沙南站直达南昌西站，耗时1小时27分，2014年12月10日，杭长客运专线全线开通运营，从长沙南站直达杭州东站和上海虹桥，耗时分别为3小时36分和4小时26分，2014年12月16日，长昆客运专线长怀段正式通车，长沙南站前往怀化南站最快车程为1小时41分。

#### 城际铁路
2010年7月，长株潭城际铁路开工建设，2016年12月21日开通运营。长株潭城际铁路西延段于2017年12月26日开通运营。该铁路全长97.5公里，设车站24个，时速200公里。常益长高速铁路于2017年12月26日开工建设，设计全长168.7公里，2022年12月26日全线开通运营。

### 公路
截止2011年末，湖南省公路通车总里程232,199公里，其中高速公路通车里程2,649公里；铺装和简易铺装路面达到148,766公里，占公路总里程的64.07%。境内有国道15条6,068公里（含8条国家高速公路）、省道152条36,574公里，县道30,705公里、乡道54,543公里、专用公路1,534公里、村道102,766公里，公路密度达到106公里/百平方公里；公路桥梁34,215座总长1,150,257米；农村公路总里程188,013公里，省内100%的乡镇和99.8%的行政村通公路，其中99.7%的乡镇和86%的行政村通水泥或沥青路。
湖南境内分布的15条国道主干线，其中七条为等级公路，八条为国家高速干线。其中七条为等级公路中的106、107、207和209国道自北向南纵贯湘东、湘中、湘西部，319、320和322国道由东至西横穿湘北、湘中、湘东南部。八条国家高速公路中的G4、G55和 G65呈南北纵向，G56（杭瑞）、G60（沪昆）、G72（泉南）和G76（厦蓉）4条呈东西向；G5513（长张）为G55联络线，呈东西走向。

#### 高速公路
截至2014年年末，湖南省高速公路通车总里程5,493公里，排名全国前列；全省14个地州市已实现全部以高速公路连接，所有市州与省会长沙实现“4小时交通圈”，长（沙）株（洲）潭（湘潭）、 衡阳、岳阳、常德、邵阳、郴州、吉首与怀化为国家公路运输枢纽，“五纵七横”的高速公路骨架网基本形成，全省通高速县市区达111个，基本实现全省90%以上县城可在30分钟内上高速公路，省会长沙至其它13个市(州)政府所在地均可实现当日往返。其中平汝高速公路S11、京港澳高速公路G4、岳临高速公路S61、二广高速公路G55、包茂高速公路G65纵贯南北，杭瑞高速公路G56、长张高速公路G5513、长韶娄高速公路S50、娄怀高速公路S70、沪昆高速公路G60、衡邵高速公路S80、泉南高速公路G72、厦蓉高速公路G76横贯东西，还有长沙绕城高速公路G0401、韶山高速公路S01、长株高速公路S21、宜凤高速公路S31、长潭西线高速公路S41、衡南高速公路S51、道贺高速公路S81、洞新高速公路S91、张花高速公路S10、长浏高速公路S20、浏洪高速公路S30、长沙机场高速公路S40、炎睦高速公路S90均已通车，根据高速公路规划，湖南的高速路网将形成6纵9横3环的格局，总规模8318公里，（国家高速公路3463公里，地方高速公路4855公里），其中纵向主线3287公里，横向主线3412公里，环线565公里，其它高速公路1054公里。

### 水运
湖南省水运发达的地区分布于湘北湘东地区，航道通航里程达11,398公里，基本形成了以洞庭湖为中心，长江、湘江、沅水干流为依托，岳阳港、长沙港等重要港口为节点的水路交通运输体系，2011年湖南省完成水路货运量1.8亿吨，预计2020年全省水路运输货运量将达到2.9亿吨。湘江为全省主要航道，预计湘江水路货运量在2020年、2030年将分别达到2.7亿吨和3.9亿吨，2020年长沙以下湘江河段货流密度达到2.1吨。
内河航运的岳阳、长沙为国内主要港口，湘潭、株洲和衡阳为省内主要港口，拥有年吞吐量10万吨级以上的港口69个，其中年吞吐量在100万吨以上的港口11个，港口年通过能力9100万吨。拥有千吨级泊位27个，装卸机械1508台。其中岳阳港航运物流稳居全省第一、全国内河第七。目前，冠海海运公司开通城陵矶至上海、城陵矶至宁波两条内支航线和城陵矶至台湾高雄市国际航线、城陵矶至日本国际航线、城陵矶至韩国釜山航线，对台直航切实推进也真正意义的成为湖南唯一的国际口岸。

### 航空
湖南省运营的民用机场有长沙黄花、张家界荷花2个国际机场、常德桃花源、永州零陵、怀化芷江3个国内机场。2011年5个机场共运营航线118条，通航城市73个，航线网络覆盖了中国大陆绝大多数省会、重要的大中城市和旅游城市。2011年5个机场完成旅客年吞吐量1,526万人次，货邮年吞吐量11.7万吨，运输起降13万架次。其中长沙黄花机场完成旅客吞吐量1,368.5万人次。长沙黄花机场跑道、滑行道由2,600米延长至3,200米，飞行区等级由4D升为4E，单体建筑规模中部第一、全国第五、总面积达21.2万平米的T2航站楼于2011年7月19日正式投入使用。根据《中国民用航空发展第十二个五年规划》，湖南将改扩建长沙、张家界、常德、怀化、永州机场，新建衡阳、岳阳、邵阳（武冈）机场，开展前期研究娄底、郴州机场。
- 长沙黄花机场：为4F级民用机场，于1989年启用，拥有通往国内、国际（地区）62个城市共86条定期航线，共有28家中外航空公司在长沙运营，有中国南方航空公司、厦门航空公司、深圳航空公司在此设立运营基地，成为湖南对外开放的主要门户和全国民用航空干线的重要枢纽，2011年完成旅客吞吐量1368.5万人次，保障飞机起降11.67万架次，货邮吞吐量达11.5万吨，旅客吞吐量在全国机场列第12位，中部地区排名第一，国际旅客吞吐量51.26万人次，连续7年超过其他中部五省的总和。2011年7月，总建筑面积21.2万平方米的T2航站楼正式启用，其仅次于北京首都、上海虹桥、上海浦东、广州白云等机场，排名全国第五，中部最大。第二跑道已于2017年3月30日起启用，第二跑道长3800米、宽60米，能够满足空客A380等F类飞机的使用要求，机场飞行区等级亦上升至4F级。
- 张家界荷花机场：为4D级民用机场，1994年8月竣工，2011年完成旅客吞吐量114.8万人次，在全国机场列第52位。
- 常德桃花源机场：为4C级民用机场，1996年8月复航，现执行航线4条，与全国5个城市通航，2011年完成旅客吞吐量30.8万人次，在全国机场列第88位。
- 永州零陵机场：为4C级民用机场，2001年4月复航，2011年完成旅客吞吐量2.8万人次。
- 怀化芷江机场：为3C级民用机场，2005年12月正式通航，2011年完成旅客吞吐量8.8万人次。
- 衡阳南岳机场：为4C级民用机场，2014年12月通航。
- 邵阳武冈机场：为4C级民用机场，2017年6月通航。
- 岳阳三荷机场：为4C级民用机场，2018年12月通航。

### 城市轨道交通
截至2022年8月30日，湖南省内运营中的城市轨道交通系统有长沙地铁和长沙磁浮快线。长沙地铁目前总运营长度为209公里，运营线路7条（包括长沙磁浮快线），远景规划12条线路。

## 旅游
截至2014年12月，全省共有国家5A级旅游景区7处，4A级旅游景区88处。

### 联合国教科文组织世界遗产
- 武陵源（世界自然遗产，1992年）
- 苗疆长城（世界文化遗产长城的一部分），中國唯一的南方長城。
- 湖南崀山（世界自然遗产中国丹霞的一部分）

### 国家级非物质文化遗产保护研究基地
- 湖南湘绣城

### 5A级风景旅游区
| - 张家界武陵源—天门山旅游区 - 衡阳市南岳衡山旅游区 - 岳阳市岳阳楼—君山岛景区 | - 湘潭市韶山旅游区 - 长沙市岳麓山—橘子洲旅游区 |

### 4A级风景旅游区
| - 刘少奇纪念馆 - 长沙世界之窗 - 湖南省博物馆 - 长沙天心阁 - 长沙雷锋纪念馆 - 长沙大围山国家森林公园 - 张家界黄龙洞旅游区 - 湘潭彭德怀纪念馆 - 常德桃花源风景区 - 常德柳叶湖旅游度假区 - 邵阳新宁崀山旅游区 - 株洲炎帝陵旅游区 | - 郴州东江湖风景旅游区 - 郴州莽山国家森林公园 - 岳阳任弼时纪念馆 - 益阳奥林匹克公园 - 永州九嶷山舜帝陵景区 - 永州双牌阳明山旅游区 - 湘西州凤凰古城景区 - 湖南省森林植物园 - 湘潭湘乡东山书院旅游区 - 怀化通道万佛山景区 - 娄底紫鹊界梯田景区 - 湘西芙蓉镇景区等 |

### 国家重点风景名胜区
| - 衡山风景名胜区（1） - 武陵源风景名胜区（2） - 岳阳楼—洞庭湖风景名胜区（2） - 韶山风景名胜区（3） - 岳麓山风景名胜区（4） - 崀山风景名胜区（4） - 猛洞河风景名胜区（5） - 桃花源风景名胜区（5） - 紫鹊界梯田—梅山龙宫风景名胜区（6） - 德夯风景名胜区（6） | - 福寿山—汨罗江风景名胜区（2006年单列） - 苏仙岭—万华岩风景名胜区（7） - 南山风景名胜区（7） - 万佛山—侗寨风景名胜区（7） - 虎形山—花瑶风景名胜区（7） - 东江湖风景名胜区（7） - 凤凰风景名胜区（8） - 沩山风景名胜区（8） - 炎帝陵风景名胜区（8） - 白水洞风景名胜区（8） |

### 国家地质公园
| - 张家界砂岩峰林国家地质公园 - 郴州飞天山国家地质公园 - 崀山国家地质公园 - 凤凰国家地质公园 - 古丈红石林国家地质公园 | - 酒埠江国家地质公园 - 乌龙山国家地质公园 - 湄江国家地质公园 - 平江石牛寨国家地质公园 |

### 国家矿山公园
| - 郴州柿竹园国家矿山公园 - 湘潭锰矿国家矿山公园 | - 宝山国家矿山公园 |

### 国家森林公园
| - 张家界国家森林公园（张家界市武陵源区） - 神农谷国家森林公园（炎陵县） - 莽山国家森林公园（宜章县） - 大围山国家森林公园（浏阳市） - 云山国家森林公园（武冈市） - 九疑山国家森林公园（宁远县） - 阳明山国家森林公园（双牌县） - 南华山国家森林公园（凤凰县） - 黄山头国家森林公园（安乡县） - 桃花源国家森林公园（桃源县） - 天门山国家森林公园（张家界市永定区） - 天际岭国家森林公园（长沙市雨花区） - 天鹅山国家森林公园（资兴市） - 舜皇山国家森林公园（东安县） - 东台山国家森林公园（湘乡市） - 夹山寺国家森林公园（石门县） - 不二门国家森林公园（永顺县） - 河洑国家森林公园（常德市武陵区） - 岣嵝峰国家森林公园（衡阳县） - 大云山国家森林公园（岳阳县） - 花岩溪国家森林公园（常德市鼎城区） | - 云阳国家森林公园（茶陵县） - 大熊山国家森林公园（新化县） - 中坡国家森林公园（怀化市鹤城区） - 幕阜山国家森林公园（平江县） - 北罗霄国家森林公园（平江县） - 金洞国家森林公园（祁阳县） - 百里龙山国家森林公园（涟源市、新邵县） - 千家峒国家森林公园（江永县） - 两江峡谷国家森林公园（城步县） - 雪峰山国家森林公园（洪江市） - 五尖山国家森林公园（临湘市） - 桃花江国家森林公园（桃江县） - 蓝山国家森林公园（蓝山县） - 月岩国家森林公园（道县） - 峰峦溪国家森林公园（桑植县） - 柘溪国家森林公园（安化县） - 天堂山国家森林公园（常宁市） - 凤凰山国家森林公园（宁乡县） - 九龙江国家森林公园（汝城县） - 嵩云山国家森林公园（怀化市洪江区） - 天泉山国家森林公园（张家界市永定区） |

### 国家级自然保护区
| - 桃源洞国家级自然保护区（炎陵县，银杉群落及森林生态系统） - 衡山国家级自然保护区（衡阳市南岳区，野生动植物、濒危动植物） - 黄桑国家级自然保护区（绥宁县，森林生态系统及红豆杉、伯乐树、铁杉、大鲵等珍稀动植物） - 舜皇山国家级自然保护区（新宁县，亚热带常绿阔叶林及银杉、资源冷杉等动植物） - 东洞庭湖国家级自然保护区（岳阳市，珍稀水禽及湿地生态系统） - 乌云界国家级自然保护区（桃源县，森林生态系统及大型猫科动物） - 壶瓶山国家级自然保护区（石门县，森林及云豹等珍稀动物） - 张家界大鲵国家级自然保护区（张家界市武陵源区，大鲵及其栖息生境） - 八大公山国家级自然保护区（桑植县，亚热带森林及南方红豆杉、伯乐树等珍稀植物） - 六步溪国家级自然保护区（安化县，森林及野生动植物） - 莽山国家级自然保护区（宜章县，南亚热带常绿阔叶林及珍稀动植物） - 八面山国家级自然保护区（桂东县，森林及银杉、水鹿、黄腹角雉等珍稀动植物） | - 阳明山国家级自然保护区（双牌县，森林及黄杉、红豆杉等珍贵植物） - 都庞岭国家级自然保护区（道县，森林生态系统、林麝、白颈长尾雉等野生动物） - 借母溪国家级自然保护区（沅陵县，森林生态系统及银杏、榉木、楠木等珍稀植物） - 鹰嘴界自然保护区（会同县，典型亚热带森林植被及南方红豆杉、银杏） - 高望界国家级自然保护区（古丈县，低海拔常绿阔叶林） - 小溪国家级自然保护区（永顺县，珙桐、南方红豆杉等珍稀植物） - 东安舜皇山国家级自然保护区（东安县） - 白云山国家级自然保护区（石门县） - 西洞庭湖国家级自然保护区（汉寿县） - 九嶷山国家级自然保护区（宁远县） - 金童山国家级自然保护区（城步苗族自治县） |

### 其他名胜
- 岳麓书院、石鼓书院
- 毛泽东故居、彭德怀故居、刘少奇故居
- 张谷英村
- 长沙世界之窗
- 九嶷山
- 壶瓶山
- 省立第一师范(青年毛泽东纪念馆)

### 道教名山
- 三十六小洞天，湖南境内6处即南岳衡山、醴陵市小沩山、宁远县九嶷山、望城县洞阳山、辰溪县大酉山和桃源县桃源山洞天；
- 七十二福地，湖南境内12处即岳阳君山、郴州苏仙岭（马岭山）、长沙鹅羊山、岳麓山洞真墟福地（云麓宫）、衡阳南岳衡山青玉坛、光天坛、洞灵源、桃源绿萝山、津市彰龙山、常德德山、新宁金城山、武冈云山福地。

## 政治

### 地方首长
| 机构     | · 中国共产党 · 湖南省委员会 | 湖南省人民代表大会 常务委员会 | 湖南省人民政府    | · 中国人民政治协商会议 · 湖南省委员会 |
| 职务     | 书记                        | 主任                          | 省长              | 主席                                  |
| -------- | --------------------------- | ----------------------------- | ----------------- | ------------------------------------- |
| 姓名     | 沈晓明                      | 沈晓明                        | 毛伟明            | 毛万春                                |
| 民族     | 汉族                        | 汉族                          | 汉族              | 汉族                                  |
| 籍贯     | 浙江上虞                    | 浙江上虞                      | 浙江衢州          | 河南汤阴                              |
| 出生日期 | 1963年5月（62歲）           | 1963年5月（62歲）             | 1961年5月（64歲） | 1961年10月（63歲）                    |
| 就任日期 | 2023年3月                   | 2024年1月                     | 2020年11月        | 2023年1月                             |

## 友好省州
- 美国科罗拉多州（1984年1月23日）
- 比利时埃诺省（1986年9月15日）
- 法國中央大区（1991年10月28日）
- 塔什干州（1993年3月4日）
- 奥地利布尔根兰州（2000年9月27日）
- 越南乂安省（2001年11月28日）
- 南非北开普省（2003年9月11日）
- 德国萨尔州（2006年11月23日）
- 俄羅斯乌里扬诺夫斯克州（2009年5月4日）